# Општина Ђигера (Долж)
Ђигера (рум. Gighera) општина је у Румунији у округу Долж.
Oпштина се налази на надморској висини од 33 m.